# Демидова, Ольга Ростиславовна
О́льга Ростисла́вовна Деми́дова (8 марта 1955, г. Ангарск, СССР) — российский философ, литературовед, переводчик. Доктор философских наук, кандидат филологических наук. Член Союза российских писателей и Санкт-Петербургского союза писателей.

## Биография
C 1972 по 1977 гг. училась в Иркутском педагогическом институте иностранных языков (ИГПИИЯ) на факультете английского языка, по специальности «английский и немецкий языки». После окончания обучения осталась преподавать там же (1977—1986 гг.).
В 1986 году поступила в очную аспирантуру при кафедре зарубежной литературы ЛГПИ им. А. И. Герцена, где впоследствии защитила диссертацию на тему «Шарлотта Бронте, Элизабет Гаскелл, Джордж Элиот в России, 1850—1870-е гг.»  под научным руководством Ю. Д. Левина.
В 2001 году на кафедре эстетики и этики РГПУ им. А. И. Герцена защитила докторскую диссертацию «Эстетика литературного быта русского зарубежья: На документальном материале русской эмиграции 1920—1960 гг.»
С 1990 г. начинает преподавать в РГПУ им. А. И. Герцена. Сначала на кафедре английского языка, а затем с 2006 по 2009 гг. на кафедре эстетики и этики.
С 2009 по 2011 гг. профессор факультета истории искусств Европейского университета в Санкт-Петербурге. С 2011 по 2012 гг. профессор международной программы IMARES / MARCA.
С 2012 г. — профессор кафедры философии Ленинградского государственного университета имени А. С. Пушкина.
Держатель грантов фонда Сороса (1991) и «Открытое общество» (2008), Айрекс (1993—1994), Фулбрайт (1997) и Фулбрайт—Кеннан (2004—2005), предоставленных для проведения исследований в архивных собраний США, Великобритании и Германии.
Член Международной ассоциации гуманитариев, Русской Академической группы в США (Нью-Йорк), Российского общества интеллектуальной истории, Российского общества историков -архивистов, Российского философского общества; отмечена Американским биографическим институтом, член Ассоциации славянских, восточноевропейских и евразийских исследований.
Входит в редколлегию научных журналов «История повседневности», «Вестник Ленинградского государственного университета имени А. С. Пушкина», «Парадигма: философско-культурологический альманах».
Специалист по истории культуры русской эмиграции, российско-европейским и российско-американским культурным взаимосвязям, истории и теории перевода, женскому творчеству, гендерным исследованиям. Автор около 300 научных работ.

## Награды
- Почетная грамота Министерства образования РФ (2002).
- Медаль «В память 300-летия Санкт-Петербурга» (2003)[1][4].

### Монографии
- Демидова О. Р., Потехина Е. А. Гендерные модели в культуре, или О философии мужского и женского / О. Р. Демидова. Е. А. Потехина. – СПб: Алетейя, 2023. – 178 с. ISBN 978-5-00165-577-0
- Демидова О. Р. Epistolaria как пространство конструирования гендера // Женщина модерна : Гендер в русской культуре 1890-1930 годов / В. Б. Зусева-Озкан, Е. В. Кузнецова, А. Е. Рожкова [и др.]. – М.: Новое литературное обозрение, 2022. – 688 с. – (Гендерные исследования). ISBN 978-5-4448-1840-4
- Демидова О. Р., Дунаева С. П., Чуракова П. С. Культурный пояс града Петрова / О. Р. Демидова, С. П. Дунаева, П. С. Чуракова. – СПб: Алетейя, 2021. – 211 с. ISBN 978-5-00165-369-1
- Демидова О. Р. Изгнанье как посланье: эстезис и этос русской эмиграции / О. Р. Демидова. – СПб: Русская культура, 2015. – 349 с. ISSN 20729456
- Демидова О. Р. Метаморфозы в изгнании: Литературный быт русского зарубежья / О. Р. Демидова. – СПб: Гиперион, 2003. – 423 с. ISBN 5-89332-064-6

### Переводы
- Розенберг Г. Традиция нового. — М.: V-A-C  Press, 2019. — 340 с. — ISBN 978-5-6041854-5-2.
- Коркеакиви А. Нежданный гость. — СПб.: Азбука-Аттикус, 2012. — 288 с. — ISBN 978-5-389-03484-6.
- Ла Плант Л. Несущий смерть. — СПб.: Азбука-Аттикус, 2012. — 480 с. — ISBN 978-5-389-02239-3.
- Штейнберг А. З. 1)Библия в истории еврейской традиции. 2)Мировоззренческие предпосылки еврейской историографии. 3)Спиноза и человеческая свобода (1632 – 1932). 4)Юбилей Маймонида (1135 – 1935). 5)Еврейская шкала ценностей. 6)Нравственные основания еврейства // Философские сочинения. — СПб.: Изд. дом «Мiръ, 2011. — 816 с. — ISBN 978-5-98846-069-5.
- Певзнер Н. Английское в английском искусстве. — СПб.: Азбука-Аттикус, 2004. — 320 с. — ISBN 5-352-00586-0.
- Эдмондсон Л. Гендер, миф и нация в Европе: образ матушки России в европейском контексте // Пол. Гендер. Культура. Вып. 3. — М., 2003. — С. 135—162. — 312 с. — ISBN 5-7281-0734-6.
- Несбит Э. Искатели сокровищ // Заколдованный замок. — М., 1996. — 512 с. — ISBN 5-300-00035-3.
- Шопен К. Рассказы // Преображение. Феминистский журнал, 1996. — № 3.
- Кристи А. Причуда Грамшо // Расследование ведет мисс Марпл. — Душанбе, 1991.

### Подготовленные издания
- Претерпевший до конца спасён будет: женские исповедальные тексты о революции и гражданской войне в России. / Сост. О. Р. Демидова — СПб: Издательство Европейского университета, 2013. — 262 с. — ISBN 978-5-94380-140-2
- Столицы мира в поэзии русской эмиграции / Сост. О. Р. Демидова. СПб: Петрополис, 2011—132 с. ISBN 978-5-9676-0364-8
- Кузнецова Г. Грасский дневник / Вст. ст., комм. О. Р. Демидовой. СПб: Изд. дом «Мiръ», 2009—496 с. ISBN 978-5-98846-047-3
- Кузнецова Г. Пролог / Подг. текста, вст. ст., прим. О. Р. Демидовой. СПб: Изд. дом «Мiръ», 2007. — 327 с. ISBN 978-5-98846-029-9
- Даманская А. На экране моей памяти; Таубе-Аничкова С. Вечера поэтов в годы бедствий / Подг. текста, вст. ст., комм. О. Р. Демидовой. СПб.: Изд. дом «Мiръ», 2006. — 520 с. ISBN 5-98846-002-X
- Мы: Женская проза русской эмиграции: Антология. / Сост. О. Р. Демидова. — СПб: Русская христианская гуманитарная академия, 2003. — 624 с. ISBN 5-88812-145-2
- Ходасевич В. Ф. Камер-фурьерский журнал / Подг. текста, вст. ст., аннотир. указатели О. Р. Демидова. — М.: Изд-во «Эллис Лак», 2002. — 480 с. — ISBN 5-88889-017-0
- Лица: Биографический альманах. Том 8. / Сост. О. Р. Демидова. — СПб: Дмитрий Буланин, 2001. — 544 с. — ISBN 5-86007-246-5

### Учебные пособия
- Демидова О. Р. Мемуарная и автодокументальная проза; Борис Константинович Зайцев. Ч. 2.  // Литература русского зарубежья (1920—1940): учебник для высших учебных заведений РФ / Б. В. Аверин, А. Ю. Арьев, К. А. Баршт [и др.]. – СПб: Изд-во Санкт-Петербургского государственного университета, 2013. – 848 с. ISBN 978-5-903549-13-9
- Демидова О. Р. Литературный быт как эстетический феномен: учебное пособие / О. Р. Демидова. – СПб: Мiръ, 2008. – 72 с.
- Демидова О. Р. Американский рассказ XX века: учебно-методическое пособие для студентов высших учебных заведений / О. Р. Демидова, М. Ю. Кладова, Т. А. Кладова; О. Р. Демидова, М. Ю. Кладова, Т. А. Кладова. – СПб: Изд-во РГПУ им. А. И. Герцена, 2007. – 179 с. – ISBN 978-5-8064-1172-4
- Американская литературная сказка: учебное пособие / О. Р. Демидова, О. М. Зеброва, Е. П. Завражина, В. А. Погосян. Российский государственный педагогический университет им. А. И. Герцена. – СПб: Образование, 1993. – 77 с.